# Portugiesisch-tschechoslowakische Beziehungen
Die portugiesisch-tschechoslowakischen Beziehungen umfassen das zwischenstaatliche Verhältnis zwischen Portugal und der Tschechoslowakei. Beide Länder richteten 1921 ihre diplomatischen Beziehungen ein.

## Geschichte

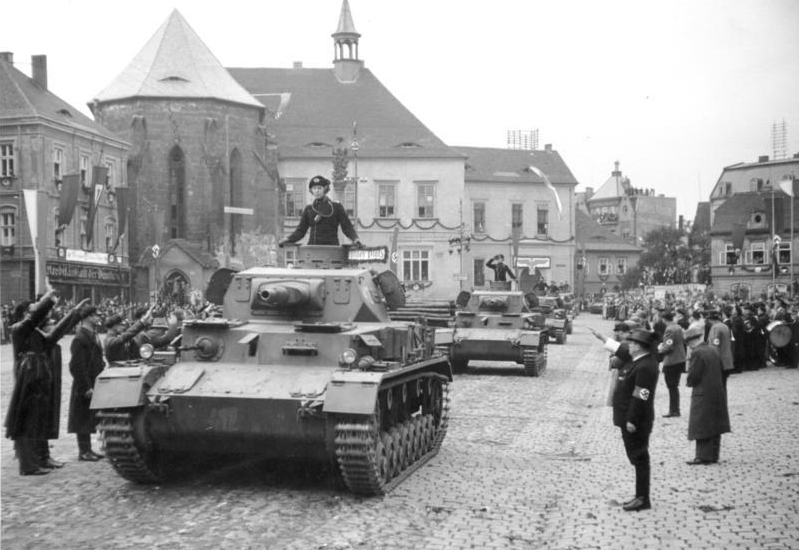
Besetzung der tschechoslowakischen Grenzgebiete nach dem Münchner Abkommen durch deutsche Truppen im Oktober 1938

Nach der Gründung der unabhängigen Tschechoslowakei (ČSR) 1918 war die junge Nation zunächst bis etwa 1922 mit innenpolitischen Problemen und der Beilegung der Grenzstreitigkeiten mit seinen Nachbarn beschäftigt. 1921 nahmen Portugal und die Tschechoslowakei diplomatische Beziehungen auf. Die bis ins 15. Jahrhundert zurückreichenden portugiesisch-tschechischen Beziehungen fanden damit ihre Fortsetzung.
1927 folgten einige bilaterale Rechtsabkommen, insbesondere im Straf- und im Handelsrecht.
Seit Mitte der 1930er Jahre begann die ČSR dann zunehmend unter innen- und außenpolitischen Druck zu geraten, der sich bis Anfang 1938 zur Sudetenkrise zuspitzte. Das seit 1932 etablierte semi-faschistische Estado Novo-Regime unter Portugals Diktator Salazar verhielt sich zunächst neutral angesichts der zunehmende Bedrohung gegenüber der ČSR durch Hitlerdeutschland. Nachdem die tschechoslowakische Regierung 1937 dann eine Waffenlieferung an die Portugiesischen Streitkräfte blockiert hatte, brach das Salazar-Regime die diplomatischen Beziehungen zur Tschechoslowakei am 17. August 1937 ab.
Im Oktober 1938 besetzte das Deutsche Reich schließlich die gesamte ČSR, die damit aufhörte, zu existieren. Auch die danach kurzzeitig gebildete, stark verkleinerte Tschecho-Slowakische Republik wurde schließlich 1939 mit der Besetzung durch NS-Deutschland annektiert und versank im Zweiten Weltkrieg.

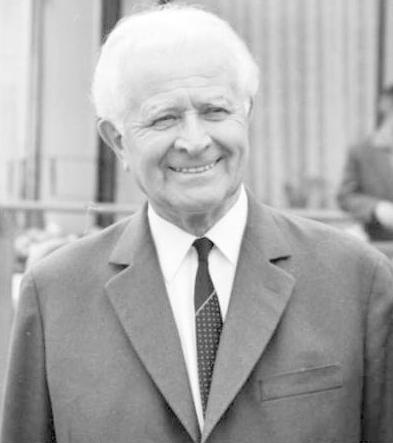
Ludvík Svoboda, Staatspräsident der CSSR von 1968 bis 1975

Nach Ende des Krieges 1945 wurde die Tschechoslowakei in ihren früheren Grenzen wiederhergestellt. Entsprechend der Vereinbarung von Jalta 1945 gehörte die erneuerte ČSR nun zum Ostblock, 1960 erfolgte die Umbenennung in Tschechoslowakische Sozialistische Republik (ČSSR). Das streng antikommunistische Salazar-Regime in Portugal, 1949 Mitbegründer der NATO, pflegte keine Kontakte zu Ostblockstaaten, und damit auch nicht zur Tschechoslowakei. Nicht-staatliche Kontakte bestanden nur sehr vereinzelt und auf privater Ebene, meist in kulturellen oder sportlichen Zusammenhängen. Auch der Prager Frühling 1968, der zwischenzeitlich Hoffnung auf eine Öffnung machte, änderte nichts an der Situation.
Nach der portugiesischen Nelkenrevolution 1974 und dem Ende des autoritären Estado Novo-Regimes änderte sich das Verhältnis dann grundlegend, und die beiden Staaten nahmen wieder diplomatische Beziehungen auf. Am 6. November 1974 nahm die portugiesische Botschaft in Prag ihre Arbeit auf, erster portugiesischer Botschafter wurde Geschäftsträger Francisco Pessanha Quevedo Crespo.
Nach einem Luftfahrtsabkommen im Januar 1976 erfolgte im Juni 1976 ein Kulturvertrag, der den kulturellen Austausch danach beflügelte, insbesondere in Literatur und Musik.
Zwar kam es zu keiner weiteren Annäherung Portugals an die ČSSR und den Ostblock, nachdem sich die bürgerlichen Kräfte in der portugiesischen Revolution Ende 1975 durchgesetzt hatten. Doch blieben die freundlichen diplomatischen Kontakte bestehen. Durch die Aktivität der Kommunistischen Partei Portugals (PCP) bestanden zudem weitere persönliche Verbindungen, und auf ihrem jährlich stattfindenden Festival Festa do Avante!, das seit 1976 als größte kulturelle Veranstaltung Portugals gilt, wurden in Ausstellungen häufig technische und kulturelle Leistungen von Ostblockstaaten wie der ČSSR demonstriert. Auch tschechoslowakische Autoren und Künstler waren immer wieder Gäste im Kulturprogramm der Festa in den 1970er und 1980er Jahren.
Der von der Sowjetunion geführte Ostblock nahm keinen wesentlichen Einfluss auf die Revolution in Portugal, um die geopolitische Balance nicht zu gefährden. Man hielt sich an die Vereinbarungen von Jalta, nach der Portugal zur westlichen Sphäre gehörte. In seinen Erinnerungen schrieb Anatoli Tschernjajew, damals Mitglied der internationalen Abteilung des Zentralkomitees der KPdSU, die UdSSR habe in Portugal schlicht genauso eine Westorientierung akzeptiert, wie der Westen den Verbleib der Tschechoslowakei im Warschauer Pakt trotz des Prager Frühlings 1968 akzeptiert hatte, „Die Tschechoslowakei gehört uns, Portugal euch.“ [den Nordamerikanern]
Nach einem Abkommen zum Personen- und Warenverkehr 1978 wurde mit dem bilateralen Abkommen über die Anerkennung der verschiedenen Herkunftsbezeichnungen von 1986 der letzte portugiesisch-tschechoslowakische Vertrag abgeschlossen.
1989 läutet die Samtene Revolution das Ende der sozialistischen Tschechoslowakei ein, die im Jahr 1990 endgültig aufhörte zu existieren und von der Tschechischen und Slowakischen Föderativen Republik (ČSFR) abgelöst wurde.
Die Beziehungen beider Länder intensivierten sich danach, insbesondere durch die Bemühungen Václav Havels und Mário Soares, der auch durch die Universität Prag ausgezeichnet wurde.

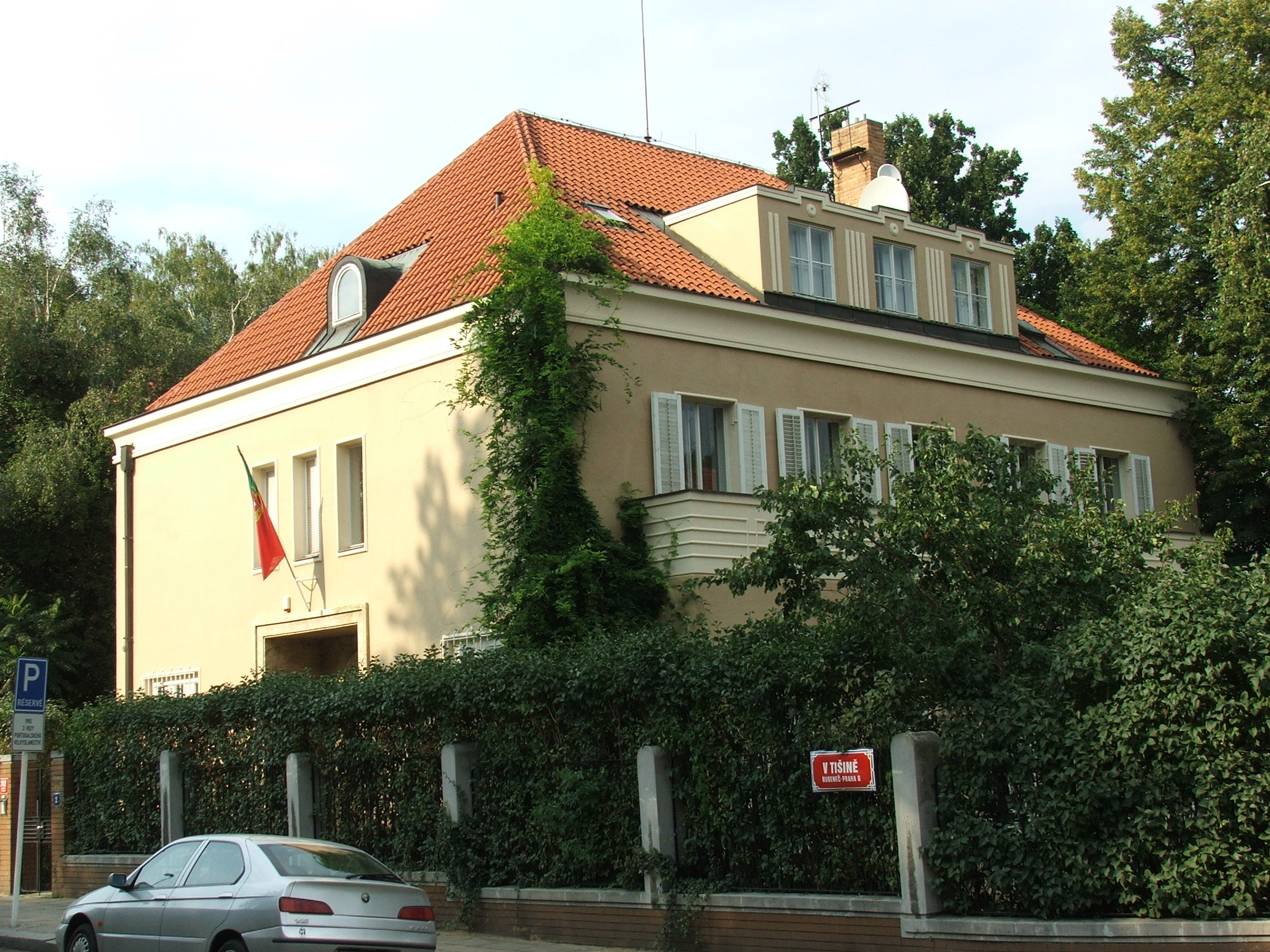
Die Portugiesische Botschaft in Prag

## Diplomatie
1974 richtete Portugal seine Botschaft in der Na Zátorce 10 im Stadtteil Bubeneč des Stadtbezirks Prag 6 ein.
Die tschechische Botschaft in Lissabon hat ihren Sitz in der Rua Pêro de Alenquer 14 in der Gemeinde São Francisco Xavier im Lissabonner Stadtteil Belém.

## Kultur

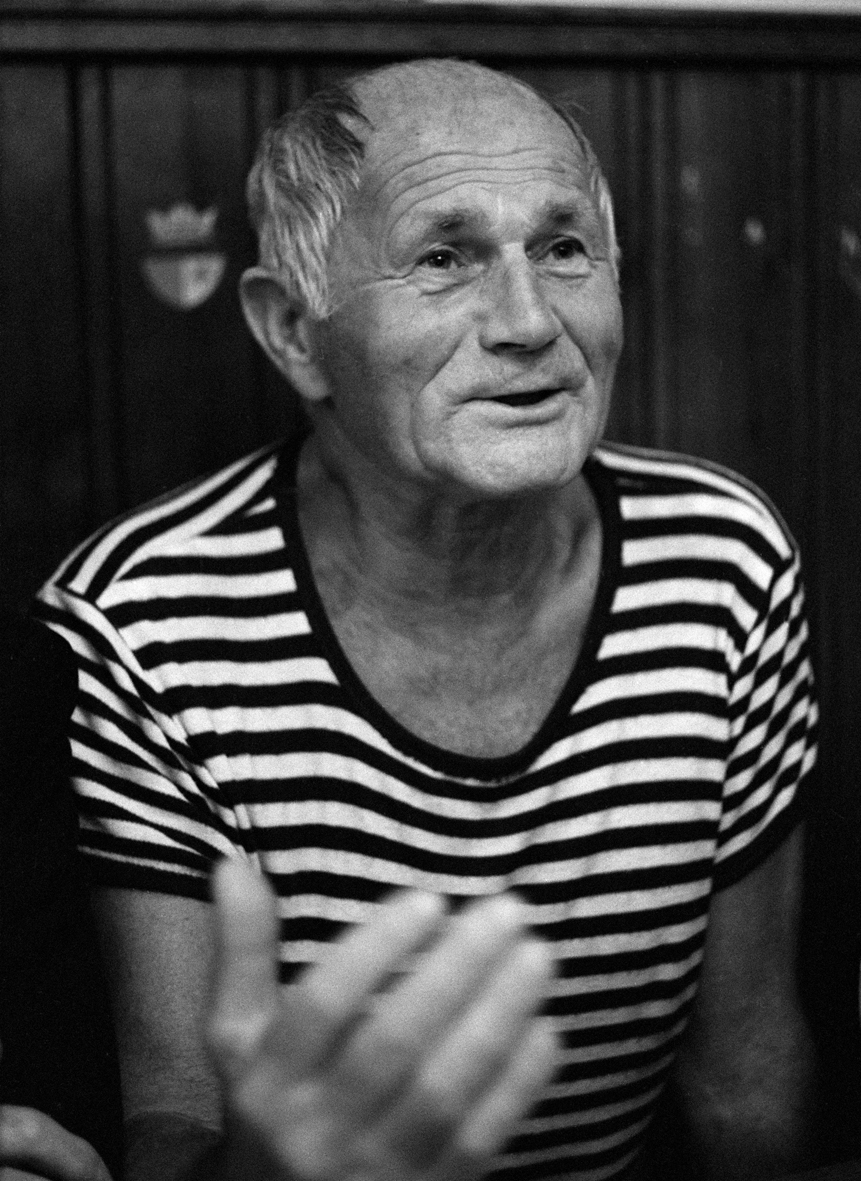
Bohumil Hrabal (1985), einer der am häufigsten übersetzten Autoren Tschechiens in Portugal

1976 schlossen die Tschechoslowakei und Portugal ein Kulturabkommen. In der Folge bereisten portugiesische Musiker das Land. So trat beispielsweise der portugiesische Pianist Sequeira Costa bereits vor 1989 dort auf, ebenso war die portugiesische Gruppe Trovante dort auf einem Festival des politischen Liedes zu Gast. Neben Literatur und Musik kamen auch portugiesische Künstler anderer Bereiche dorthin. Eine Ausstellung Paula Regos und zwei Ausstellungen portugiesischer Fotografen fanden nach 1976 in der ČSSR statt.
Seit dem 19. Jahrhundert war es jedoch die Literatur, die gegenseitig die weiteste Verbreitung in Portugal und der Tschechoslowakei fand. Die tschechischen Autoren mit den meisten Übersetzungen ins Portugiesische sind Franz Kafka und Milan Kundera, die in Portugal auch allgemein als bekannteste Autoren aus dem heutigen Tschechien gelten, zusammen mit Rainer Maria Rilke. Die erste gesicherte Übersetzung tschechischer Literatur ins Portugiesische ist die 1926 übersetzte Erzählung Jan Nerudas Der Vampir (O Vampiro). Als erstes Buch, das aus dem Tschechischen ins Portugiesische übersetzt wurde, gilt Karel Josef Beneš´ A Vida Doutra (deutscher Titel: Das geraubte Leben), das 1943 in Portugal erschien. Unter den weiteren, mehrfach übersetzten Autoren sind Bohumil Hrabal, Václav Havel und Karel Čapek zu nennen.
1971 verfilmte der tschechoslowakische Regisseur Zbyněk Brynych den Emigrantenroman „Die Nacht von Lissabon“ von Erich Maria Remarque, mit Martin Benrath, Erika Pluhar, Vadim Glowna, Horst Frank und Charles Regnier in den Hauptrollen.
Der tschechoslowakische Schriftsteller und Theaterregisseur František Listopad ging nach der Machtübernahme der Kommunistischen Partei 1948 ins Ausland und zog 1959 nach Portugal. Er lehrte dort zunächst an der Technischen Universität Lissabon, war ab 1982 Direktor an der portugiesische Theater- und Filmhochschule und wurde ein bekannter Fernseh-, Theater- und Opernregisseur in Portugal. Von 1984 bis 1987 leitete er das Studio, der kleinere, innovativere Saal des Teatro Nacional D. Maria II. 2017 starb er in seiner Wahlheimat in Lissabon.

## Wirtschaft
Nach ersten Handelskontakten 1922 wurde erst 1975 ein langfristiges portugiesisch-tschechoslowakisches Handelsabkommen in Angriff genommen. Das bilaterale Handelsvolumen blieb jedoch zu jedem Zeitpunkt überschaubar und erschöpfte sich auch in den produktivsten Momenten in vergleichsweise geringen tschechoslowakischen Importen von Kork, Wein, Fischkonserven und Trockenfrüchten.

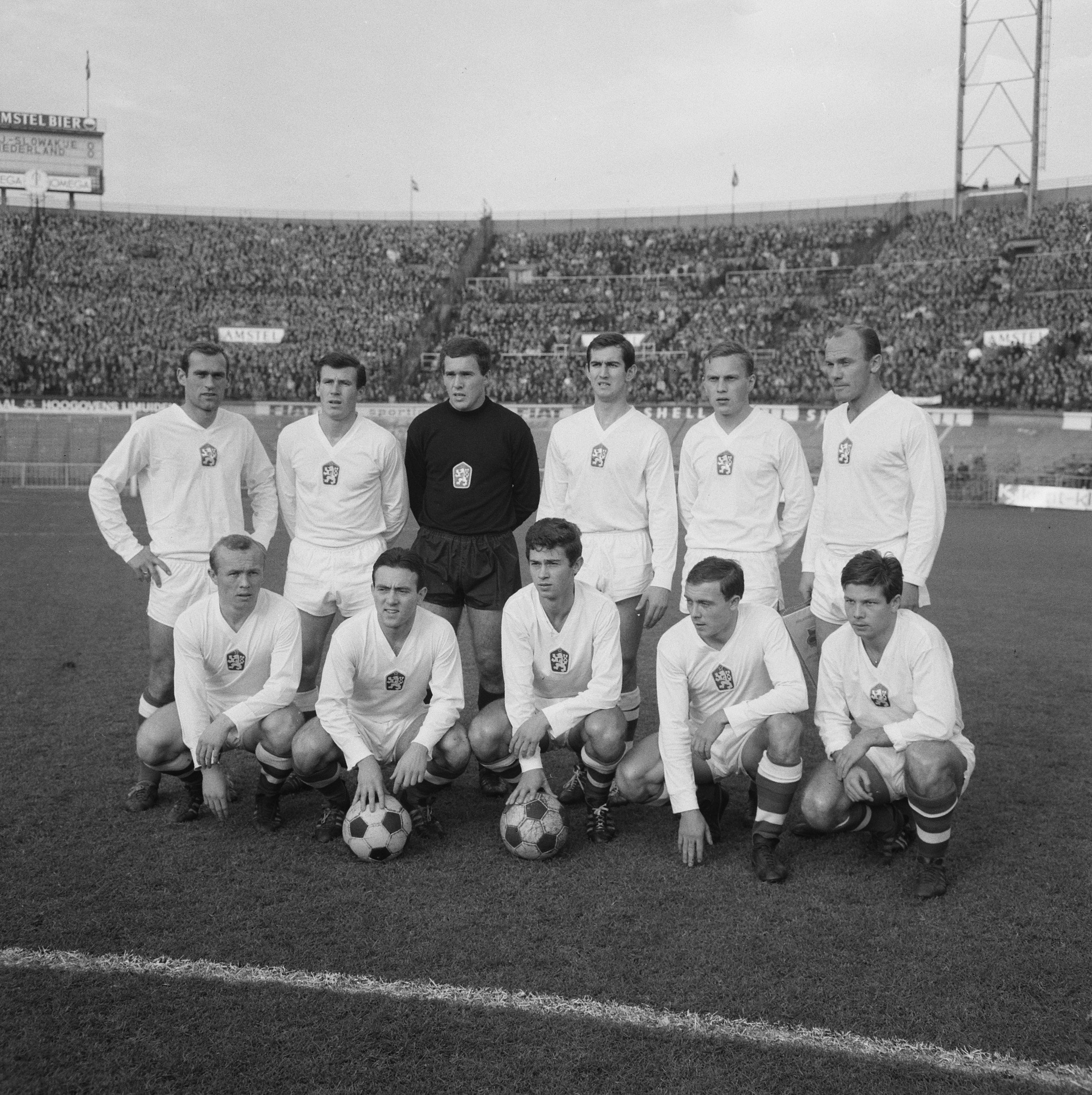
Die Nationalelf der ČSSR 1966. Im Vorjahr unterlag sie Portugals Auswahl in der WM-Qualifikation 1966 in Bratislava mit 0:1

## Sport
Die Portugiesische Fußballnationalmannschaft und die Tschechoslowakische Nationalmannschaft trafen neunmal aufeinander, erstmals am 24. Januar 1926. Bei dem inoffiziellen Freundschaftsspiel vor 12.000 Zuschauern im Campo do Ameal in Porto trennte man sich 1:1. Die erste offizielle Begegnung fand dann am 12. Januar 1930 in Lissabon statt, Portugal gewann 1:0. Insgesamt errangen sie gegeneinander je drei Siege und drei Niederlagen, dreimal trennte man sich unentschieden.
Die Portugiesische und die Tschechoslowakische Fußballnationalmannschaft der Frauen spielten nicht gegeneinander.